# Piane di Mocogno
Piane di Mocogno è una frazione del comune di Lama Mocogno, in provincia di Modena.

## Geografia fisica
L'ambiente è dominato da vallate e costituito da vasti boschi. I prati, i pascoli ed i boschi sono ricchi di vegetazione tra cui pini, abeti e specie floreali protette.
Si trova ad un'altezza di 1303 m s.l.m.
La vetta più vicina è il Monte Cantiere ad un'altezza di 1617 m s.l.m. Dal Monte Cantiere si vedono vallate, i paesi Barigazzo e Pra di Sotto e il Monte Cimone.

## Monumenti e luoghi di interesse

### Chiesa Beata Vergine Assunta delle Piane
La chiesa della Beata Vergine Assunta è situata nel centro dell'abitato.
Essa è completamente costruita con mattoni in pietra e il tetto ricoperto da piagne.

### Chiesetta degli Alpini
Monumento eretto in ricordo di tutti gli alpini che hanno perso la vita per liberare l'Italia, questa chiesetta ospita una volta all'anno una messa in ricordo di questi caduti.
Si trova nel punto più alto della cittadina, facilmente riconoscibile dalla forma del tetto molto acuta e alta.

## Economia
L'economia delle Piane di Mocogno si basa principalmente sul turismo, principalmente invernale, grazie alle piste da sci di fondo.